# Fonte Meravigliosa
Fonte Meravigliosa è un consorzio residenziale del Municipio Roma IX di Roma Capitale. Rientra nella zona urbanistica 12E Cecchignola, nel quartiere Q. XXXI Giuliano-Dalmata. Realizzato su progetto dell'Architetto Monardo

## Storia

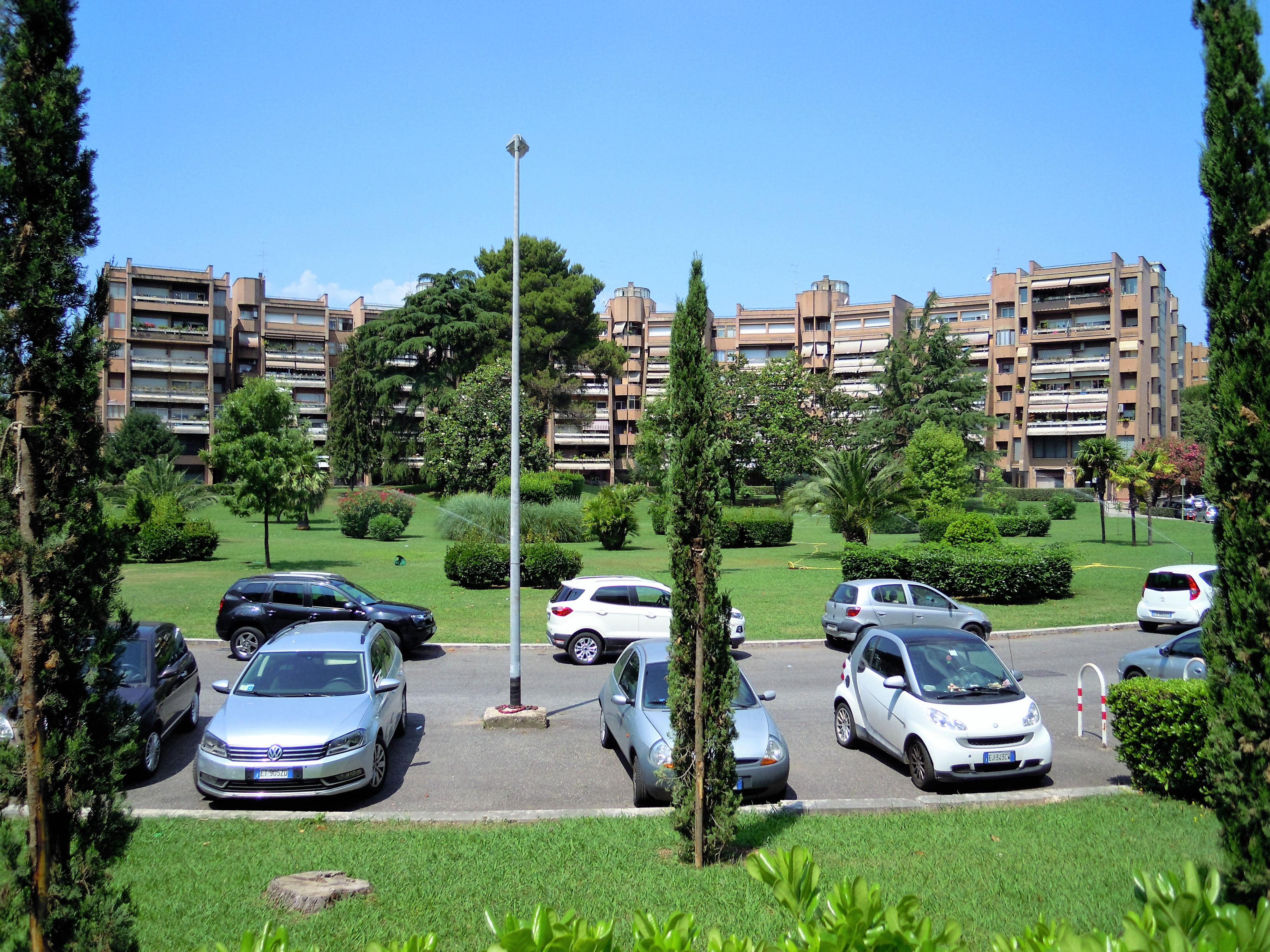
Prato Smeraldo: piazza Bernardo Zamagna

Si forma con il Piano di Zona 40 «Vigna Murata», approvato nel 1972/79, nell'ambito della legge 167, è stato realizzato nel decennio che va dal 1972 al 1982 nel settore nord del quartiere Giuliano-Dalmata, a ridosso di via di Vigna Murata.

Hanno concorso alla costruzione dell'area tre consorzi: Fonte Meravigliosa, il più esteso e che ha dato successivamente il nome all'intera area urbana; Prato Smeraldo; Statistica 2000.
Incluso nel consorzio Fonte Meravigliosa, c'è l'antico castello della Cecchignola con l'altissima torre, innalzata dai Torlonia per sollevare l'acqua di una sorgente e distribuirla nella tenuta. La stessa sorgente alimenta il laghetto artificiale dell'EUR.

## Organizzazione
Il consorzio, immerso nel verde, è tra i più curati della capitale. I residenti, divisi per super-condominio, gestiscono la cura del verde pubblico, garantendone la preservazione e la manutenzione. 
Le zone che formano il consorzio sono ben servite, sia da mezzi pubblici con la stazione Laurentina a soli 5 minuti, sia da arterie che collegano il quartiere alla capitale; tra queste via Cristoforo Colombo, via Ardeatina, via di Tor Carbone, via della Cecchignola e il Grande Raccordo Anulare.

## Architetture religiose

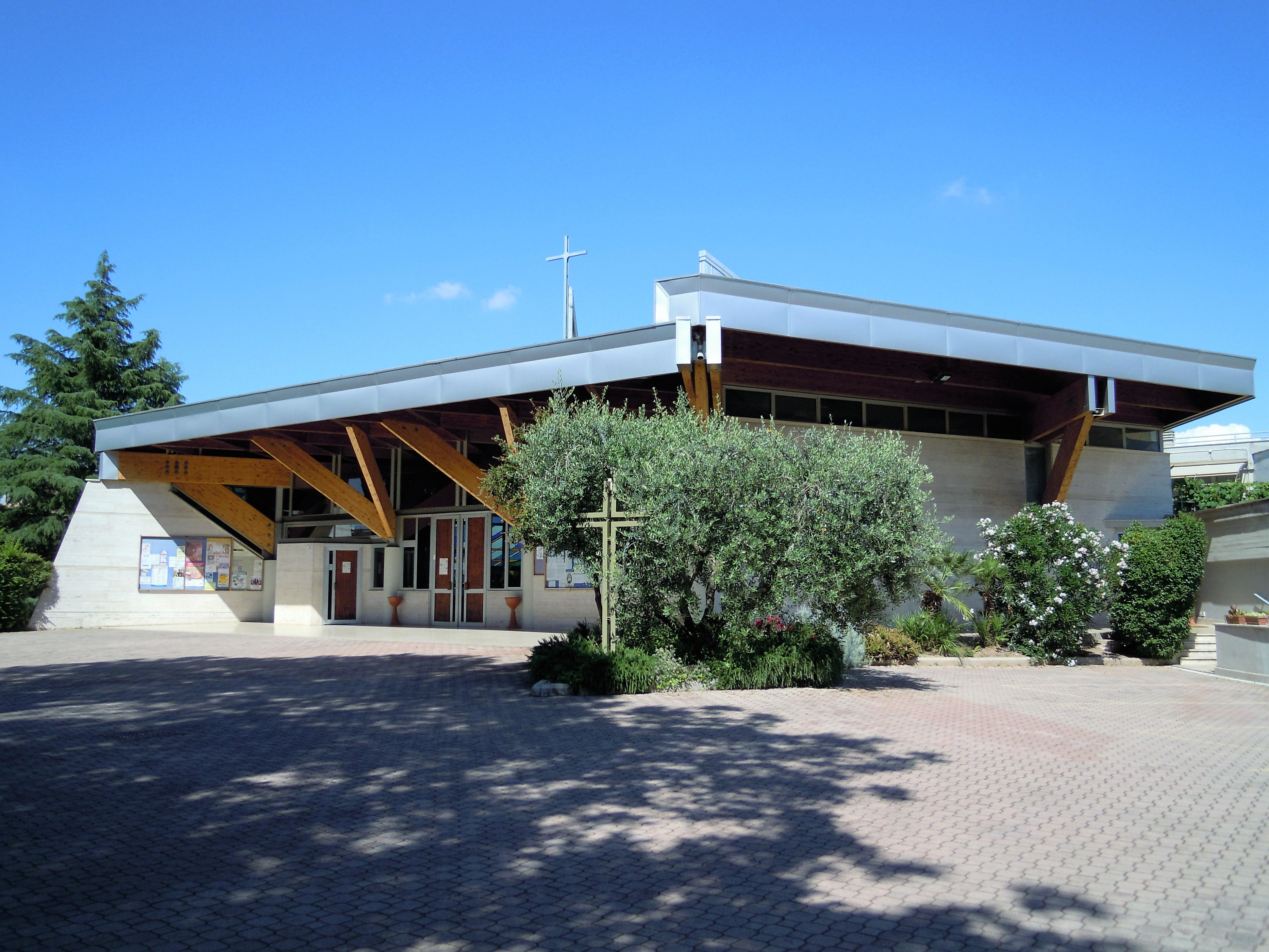
Santa Giovanna Antida a Fonte Meravigliosa

- Chiesa di Santa Giovanna Antida Thouret, su via Roberto Ferruzzi. 41.824515°N 12.509012°E

Parrocchia eretta il 1º giugno 1980 con il decreto del cardinale vicario Ugo Poletti «Le instancabili premure».

## Scuole
- Istituto comprensivo statale Domenico Purificato[1], su via della Fonte Meravigliosa e su via Ugo Inchiostri.
- Scuola dell'infanzia Fonte Meravigliosa, su via Tomasso Arcidiacono.
- Scuola dell'infanzia Prato Smeraldo, su via Benedetto Rogacci.

## Sport

### Calcio
- A.C. Fonte Meravigliosa, milita nel campionato maschile di Eccellenza girone B.[2]

### Pallacanestro
- Fonte Roma, milita nel campionato maschile di Serie C Silver.[3]